# Manuel Lopes de Almeida
Manuel Lopes de Almeida ComC • GOC • GOSE • GCIH (Benavente, Benavente, 16 de Agosto de 1900 – Coimbra, 15 de Dezembro de 1980) foi um político e professor universitário português.

## Carreira académica
Filho de Joaquim Cândido de Almeida e de sua mulher Maria Justina de Almeida.
Licenciou-se em Ciências Históricas e Geográficas na Faculdade de Letras da Universidade de Coimbra em 1929. Entre 1927 e 1929 foi leitor de Português em Hamburgo e em 1930 entra para o corpo docente da Universidade de Coimbra como professor auxiliar. Foi redactor da revista Biblos.
Doutorou-se em Ciências Históricas na universidade conimbricense 1940 e a partir de 1945 foi director da Biblioteca Geral da Universidade cargo que exerceu até à jubilação em 1970.
Foi membro da Comissão Nacional do V Centenário da Morte do Infante D. Henrique, colaborando com o padre António Joaquim Dias Dinis e com Idalino Ferreira da Costa Brochado na elaboração da Monumenta Henricina.

## Carreira política
A sua vida política desenvolve-se durante o Estado Novo.
Em 1934 torna-se chefe de gabinete do Ministro da Educação.
Em 1937 é eleito para a Assembleia Nacional onde é primeiro secretário.
Em Junho de 1940 foi nomeado Director-Geral interino do Ensino Superior e Belas Artes e em Agosto Secretário de Estado da Educação Nacional cargo em que se manteve até Fevereiro de 1945.
Entre 4 de Maio de 1961 e 4 de Dezembro de 1962 foi ministro da Educação Nacional.

## Condecorações[1][2]
- Comendador da Ordem Militar de Nosso Senhor Jesus Cristo (17 de Março de 1938)
- Grã-Cruz da Ordem do Infante D. Henrique (19 de Julho de 1961)
- Grande-Oficial da Ordem Militar de Nosso Senhor Jesus Cristo (30 de Abril de 1942)
- Grã-Cruz da Ordem de Rio Branco do Brasil (15 de Março de 1969)
- Grande-Oficial da Antiga, Nobilíssima e Esclarecida Ordem Militar de Sant'Iago da Espada, do Mérito Científico, Literário e Artístico (19 de Agosto de 1970)
- Grande-Oficial da Ordem do Mérito da República Italiana de Itália (? de ? de 19??)
- Comendador da Ordem Nacional do Cruzeiro do Sul do Brasil (? de ? de 19??)

## Agremiações a que pertenceu
- Instituto de Coimbra da Associação dos Arqueólogos Portugueses
- Instituto Histórico-Geográfico de São Paulo
- Académico de Artes e Letras de Roma
- Academia Portuguesa da História
- Academia das Ciências de Lisboa